# Wola Lipowska
Wola Lipowska (niem. Breitlinde) – wieś w Polsce, w województwie warmińsko-mazurskim, w powiecie braniewskim, w gminie Braniewo, położona przy drodze wojewódzkiej nr 507.
Do 1954 roku siedziba gminy Wola Lipowska. W latach 1975–1998 miejscowość należała administracyjnie do województwa elbląskiego.

## Nazwa
12 lutego 1948 r. ustalono urzędową polską nazwę miejscowości – Wola Lipowska, określając drugi przypadek jako Woli Lipowskiej, a przymiotnik – wolski.

## Historia
W drugiej połowie XVIII wieku miejscowość należała do Albrechta Zygmunta von Zeigut-Stanisławskiego.